# Tunel pod Upłazkowym Przechodem
Tunel pod Upłazkowym Przechodem – jaskinia, a właściwie schronisko, w Dolinie Kościeliskiej w Tatrach Zachodnich. Ma trzy otwory wejściowe znajdujące się w Wąwozie Kraków, w ścianie Upłazkowej Turni, w pobliżu Lustrzanego Korytarza, na wysokościach 1555 i 1560 metrów n.p.m. Długość jaskini wynosi 9 metrów, a jej deniwelacja 4,5 metrów.

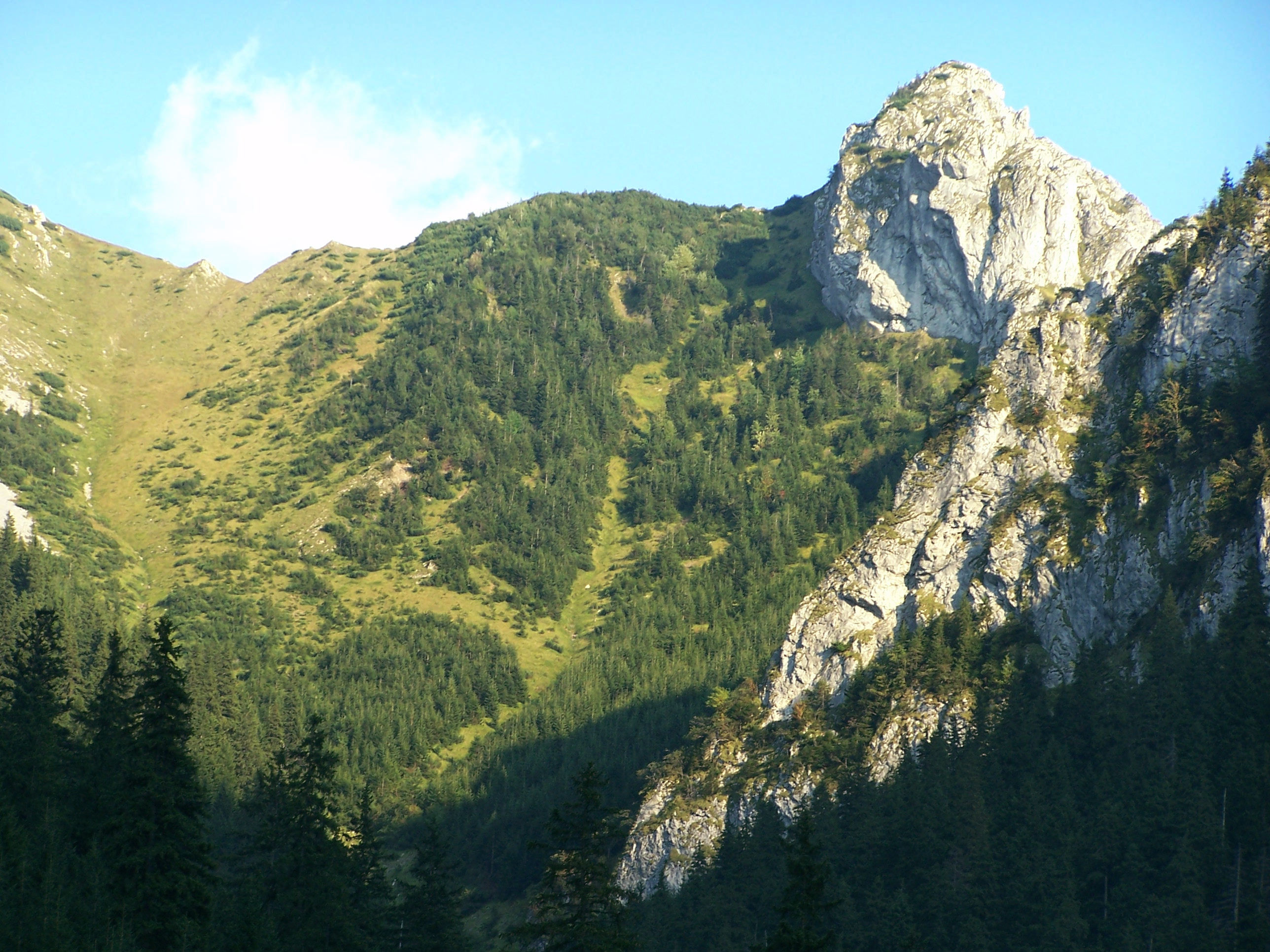
Na prawo Upłazkowa Turnia

## Opis jaskini
Jaskinię stanowi idący w dół, prosty korytarz zaczynający się w otworze górnym (głównym) i kończący w niewielkim otworze dolnym. Niedaleko otworu górnego znajduje się w stropie mały, trzeci otwór.

## Przyroda
W jaskini brak jest nacieków. Ściany są suche, nie ma na nich roślinności.

## Historia odkryć
Jaskinia była prawdopodobnie znana od dawna. Pierwszą wzmiankę o niej zamieścił W. Cywiński w 1996 roku. Jaskinię zbadali oraz sporządzili jej plan i opis J. Matras, J. Nowak i J. Ślusarczyk w 2006 roku.